# KING SIZE BEDROOM TOUR
- KING SIZE BEDROOM TOUR
- King Size Bedroom TOUR

「KING SIZE BEDROOM TOUR」（キング サイズ ベッドルーム ツアー）は、川本真琴のライブ映像+ライブ音源作品。

## 概要
川本真琴のライブ映像+ライブ音源作品で、Blu-ray Disc1枚とBlu-spec CD2枚からなる。
2001年11月にスタートした、全国5ヶ所を周る3rdツアー「川本真琴"KING SIZE BEDROOM"TOUR 2001」の内、最終公演日である「東京SHIBUYA-AX公演」（2001年12月1日）の模様を、ライブ映像をBlu-ray Disc1枚に、同ライブ音源の編集版をBlu-spec CD2枚に収録した、計3枚組作品である。
豪華三方背ジャケット仕様の完全限定生産版である。PATiPATi連載の「4コマ漫画」を完全収録したスペシャルブックレットが封入されている。なお、DISC3（Blu-spec CD）の8曲目に収録されているThe Velvet Undergroundのカバー「I'm wating for the man」はCDだけに収録されている。

## 収録曲

### DISC1　Blu-ray　LIVE映像
1. Introduction
2. キャラメル
3. ギミーシェルター
4. 早退
5. STONE
6. ハート
7. 月の缶
8. OCTOPUS THEATER
9. FRAGILE
10. DON'T TALK~ブロッサム
11. ピカピカ
12. 雨に唄えば
13. LOVE&LUNA
14. やきそばパン
15. DNA
16. TOKYO EXPLOSION JP

### DISC2　Blu-spec CD　LIVE音源
1. Introduction
2. キャラメル
3. ギミーシェルター
4. 早退
5. STONE
6. ハート
7. 月の缶
8. OCTOPUS THEATER

### DISC3　Blu-spec CD　LIVE音源
1. FRAGILE
2. DON'T TALK~ブロッサム
3. ピカピカ
4. 雨に唄えば
5. LOVE&LUNA
6. やきそばパン
7. DNA
8. I'm wating for the man （Blu-rayには未収録）
9. TOKYO EXPLOSION JP

## 発表済映像
上記収録曲の内、「Ten.cut.plus. clips 1996-2001」（2002年）の特典映像に「FRAGILE」の3方向マルチアングル映像が収録されていた。